# Szachtarśke (obwód ługański)
Szachtarśke (ukr. Шахтарське) – osiedle typu miejskiego na Ukrainie, w obwodzie ługańskim, w faktycznie niefunkcjonującym rejonie dołżański, od 2014 pod kontrolą marionetkowej, zależnej od Rosji Ługańskiej Republiki Ludowej. W 2001 liczyło 4149 mieszkańców, wśród których 293 wskazało jako ojczysty język ukraiński, 3850 rosyjski, 2 bułgarski, 1 białoruski, a 3 inny.